# ماریا جولیا کنفالونیری
ماریا جولیا کنفالونیری (انگلیسی: Maria Giulia Confalonieri؛ زادهٔ ۳۰ مارس ۱۹۹۳) دوچرخه‌سوار اهل ایتالیا است.
وی در مسابقات کشوری و بین‌المللی در مجموع برندهٔ ۲ مدال طلا، ۳ مدال برنز شده‌است.